# Cystopteris viridula
Cystopteris viridula is een varen uit de familie Cystopteridaceae die voorkomt in Zuidwest-Europa, Noord- en Oost-Afrika, Midden- en Zuid-Amerika, en de eilanden van Macaronesië.
Het is een plant van vochtige, schaduwrijke rotswanden op silicaatrijk gesteente.

## Naamgeving enetymologie
- Synoniemen: Aspidium viridulum Desv.

De botanische naam Cystopteris is een samenstelling van Oudgrieks κύστις, kustis (blaas) en πτερίς, pteris (varen), wat slaat op de blaasvormige dekvliesjes waarmee de onrijpe sporenhoopjes bedekt zijn. De soortaanduiding viridula komt van het Latijnse 'viridis' (groen).

## Kenmerken
Cystopteris viridula is een kleine terrestrische varen met korte, lichtbruin geschubde, kruipende rizomen waaruit losse bundels bladen ontspringen. De bladstelen zijn bruin tot groen, en korter dan de bladschijf zelf.
De bladschijf is tot 40 cm lang, ovaal tot lancetvormig, tweemaal geveerd. De bladslipjes zijn ovaal tot lancetvormig, met een wigvormige basis en een spitse of enigszins gebogen top, de bladrand gelobd, lichtgroen gekleurd met donkerder nerven die eindigen in een kleine inkeping in de lobjes. Ze staan afwisselend of zijn tegenoverstaand.
De sporenhoopjes zitten op de onderzijde van de bladen langs de nerven. Ze zijn klein en weinig opvallend, afgedekt door een wit ovaal of halfcirkelvormig dekvliesje, bezet met klierhaartjes of zelden glad, en omvatten één tot vijf bolvormige sporendoosjes.
C. alpina · C. bulbifera · C. dickieana · C. douglasii · C. filix-fragilis · C. fragilis (Blaasvaren) · C. guizhouensis · C. kansuana · C. laurentiana · C. membranifolia · C. modesta · C. montana · C. moupinensis · C. pellucida · C. protrusa · C. reevesiana · C. sandwicensis · C. sudetica · C. tasmanica · C. tennesseensis · C. tenuifolia · C. tenuis · C. ulei · C. utahensis · C. viridula